# Joaquima Santamaria i Ventura
Joaquima Santamaria i Ventura, de pseudònim Agna de Valldaura (Barcelona, 5 d'abril del 1853 - Barcelona, 29 de maig del 1930), va ser una escriptora, folklorista i traductora catalana.

## Biografia
Nasqué en el si d'una família de botiguers establerta al carrer de la Boqueria, 31, de Barcelona, i va inclinar-se ben jove pel món de les lletres. Sempre sota pseudònim va publicar nombrosos poemes, contes i tradicions. En la dècada dels setanta i dels vuitanta va publicar al Calendari Català i a Lo Gay Saber algunes versions en vers de romàntics i felibres provençals. L'any 1875 va publicar un poema en La Llumanera de Nova York. Dos anys després, als 24 anys, va guanyar el Premi del Certamen de la Joventut Catòlica de Barcelona. Entre els anys 1882 i 1891 va col·laborar també en Feminal, el suplement de La Ilustració Catalana dedicat a les dones, que defensava programes de culturització de les dones de classe mitjana. Molts d'aquests escrits es poden trobar en les hemeroteques de revistes de l'època.
Coetània de Francesca de Bonnemaison, va desenvolupar com ella l'activitat de traductora. Entre els 70 i els 80, va traduir poemes de Frederic Mistral, Victor Hugo, Rosalía de Castro i Josèp Romanilha per a les revistes Calendari Català i Lo Gay Saber. Reconeguda folklorista, Agna de Valldaura va recollir nombroses tradicions a la seva obra Tradicions religioses de Catalunya (1877), en què defensava que la llegenda de Sant Jordi hauria succeït a Montblanc. Joan Amades va recollir aquesta opinió en el seu Costumari català (1952). Joaquima va estar casada amb Antoni Maria Fàbregas Rosal, també escriptor i traductor, i deixà 2 fills i 5 filles que li sobrevisqueren.

## Obres
- Tradicions religiosas de Catalunya (1877)[4]
- Fullaraca : prosa y vers (1879)
- Ridolta : aplech de poesias (1882)
- Breus consideracions sobre la dona (1886)